# Amblyphymus rubidus
Amblyphymus rubidus är en insektsart som beskrevs av Brown, H.D. 1959. Amblyphymus rubidus ingår i släktet Amblyphymus och familjen gräshoppor. Inga underarter finns listade i Catalogue of Life.